# Ундадібдід
Ундадібдід — цар (лугаль) стародавнього шумерського міста-держави Акшак. Його правління припадало приблизно на XXV століття до н. е.